# Horacio Zeballos Gámez
Horacio Zeballos Gámez (Carumas, 20 de marzo de 1943 - Moquegua, 7 de marzo de 1984) fue un profesor y político peruano. Fue fundador del SUTEP y Diputado de 1980 hasta su fallecimiento en 1984.

## Historia
Nació en Carumas en el 20 de marzo de 1942, cursó estudios secundarios en el Colegio Nacional La Libertad de Moquegua. Estudió en la Universidad Nacional de San Agustín y llegó a ser dirigente de su centro federado.
Participó en el Primer Congreso Nacional del Magisterio Peruano. El día 6 de julio, en que se celebra el Día del Maestro, se fundó el SUTEP (Sindicato Único de Trabajadores de la Educación del Perú), en tal fecha fue elegido su primer Secretario General
Luchó por la reivindicación del maestro en tiempos de la dictadura militar, y se opuso a Velasco a pesar de la Reforma Educativa y la formación de cooperativas magisteriales, que prestaban a sola firma. Se opuso también a los cambios del velasquismo, por su ideología maoísta. A consecuencia fue internado en el SEPA (1973) donde publicó su libro de poemas de la prisión. Fue un innato luchador por las causas sociales durante el gobierno de Fernando Belaunde y el gobierno militar. En 1980 fue elegido diputado de Arequipa. 
Horacio escribió artículos y poesía. Entre sus figuran “ Alegrías de la prisión”, “Pluma esclava”, “ El eco de mi voz”, el ensayo “Los esclavos de corbata”, entre todas.

## Biografía
Horacio Zeballos Gámez nació en el distrito de Carumas, Provincia de Mariscal Nieto, Departamento de Moquegua, el jueves 20 de marzo de 1942. Sus padres fueron don Cerelino Zeballos Medina y doña Sabina Gámez Melgarejo, cuyo hogar estuvo constituido por 8 hijos, de los cuales Horacio fue el tercero. Fue bautizado en la parroquia San Felipe de Carumas el 10 de julio de 1942. 
Sus estudios primarios los realizó en la Escuela de Varones Nº 973, de su pueblo natal, donde destacó como declamador, actor, y donde inicia su creación poética con sus primeros versos. Desde muy niño compartió la escuela con el trabajo; es así como a los 11 años es nombrado portero conductor de la Estación Radiotelegráfica de Carumas, trabajo por el que recibía un sueldo mensual de S/. 9.80. En 1955 viaja a Moquegua para estudiar la secundaria en la Gran Unidad Nacional “Simón Bolívar”. A los 15 años trabaja en Toquepala como obrero de la Souther Perú Copper Corporation, donde conoció y se identificó con el trabajo y la lucha de los mineros. En marzo de 1961 viaja por primera vez a Arequipa, ciudad a la que llega con el fin de seguir estudios superiores. Logró ingresar a la Escuela Normal de Varones de “La Salle”, donde recibió una especial formación religiosa que le valió para enseñar catequesis a grupos de niños provenientes de pueblos jóvenes. En la Escuela Normal se fueron desarrollando sus inquietudes poéticas. Fue un integrante activo de la Asociación Nacional de Escritores y Artistas de Arequipa (A.N.E.A.). El 30 de diciembre de 1963 se gradúa de profesor formando parte de la promoción “Juan XXIII”.
En 1962 publica su primer poemario de género lírico titulado “El Eco de mi Voz”, de sensibilidad poética marcada orientada hacia una actitud romántica. En 1963 aparece su “Pluma Esclava”, presenta una poesía de profundo contenido social. 
El 10 de abril de 1964 inicia su carrera de profesor al ser nombrado como Director Unidocente de la Escuela Primaria Mixta Nº 9678 del pueblo de Pitay, distrito de Santa Isabel de Siguas, a 110 km de la ciudad de Arequipa. Desempeña sus labores en condiciones deplorables, pero para Fiestas Patrias del mismo año ya inauguraba el nuevo local escolar construido con el apoyo del pueblo y bajo su dirección.

### Lucha sindical
En 1965 se matricula en la Facultad de Letras de la Universidad Nacional de San Agustín de Arequipa y posteriormente en la de Derecho, cuyos estudios no culmina debido a su decidida incursión en el campo del sindicalismo y de la lucha política. 
En 1966 es reasignado a la Escuela Primaria de Varones Nº 968 de Sabandía. Ese mismo año contrae nupcias con doña Amanda Patrón Valdivia. Tuvo seis hijos: Horacio, Luz Marina, Fernando, Inés Amanda, Mónica Sutita, esta última lleva el nombre de su querido gremio, el glorioso SUTEP y Javier Horacio.
Forma por primera vez el Sindicato Distrital de Maestros Primarios de Sabandía, de donde es promovido para las elecciones; ocupando el cargo de Subsecretario y posteriormente Secretario General del Sindicato de Profesores Primarios de Arequipa. En 1969 conjuntamente con otros maestros clasistas forma el Movimiento Independiente de Unificación Magisterial de Arequipa.
En 1970 se traslada a la Ciudad de Arequipa para trabajar en el Centro Educativo N° 943, posteriormente denominado 40143, ubicado en la esquina de la calle Muñoz Nájar y San Pedro del distrito de Miraflores, donde deja una huella imborrable de su sacrificio por la educación y la defensa de los derechos de los maestros, en esta escuela es muy reconocido y sus alumnos vieron directamente su lucha contra el atropello de las fuerzas armadas que intentaron doblegarlo en innumerables ocasiones, pero aun así el siempre salió victorioso, su lucha estuvo siempre orientada al magisterio y en las marchas por sus reivindicaciones tuvo enfrentamientos directos con los miembros de las fuerzas policiales que abusando de su condición trataron de amedrentarlo, pero tuvo la fuerza suficiente para enfrentarlos y sobre todo proteger a sus compañeros docentes de los atropellos de la dictadura. En este mismo año aparece su obra “Los Esclavos de Corbata” en la cual expone la realidad, pedido y protesta del magisterio peruano.

### Participación en el SUTEP
En 1971 fue una pieza importante en la formación del Sindicato Único de Profesores de Arequipa – SUPRA, siendo Horacio su primer Secretario General.
En 1972 encabeza la huelga por la repatriación de los maestros y dirigentes populares que habían sido deportados a raíz de la huelga magisterial del año anterior por el gobierno de Juan Velasco Alvarado; los cuales fueron: Julio Pedro Armacanqui (Huánuco), Lipa Quina (Cusco), Riva Ollarza (Loreto), Arnaldo Paredes (Arequipa), Arturo Sánchez Vicente (Lima) y Rolando Breña, Presidente de la federación de Estudiantes del Perú. Logrando que fueran repatriados para luego ser recibidos de manera multitudinaria por el pueblo arequipeño el 15 de abril de ese año.
En julio de 1972, en el magno Congreso Nacional de Unificación llevado a cabo en el Cusco, es elegido como el primer Secretario General del Sindicato Único de Trabajadores en la Educación del Perú (SUTEP) iniciándose una nueva etapa práctica y consolidación del sindicalismo clasista en el magisterio peruano. 
Entre los años de 1972 y 1973 va recorriendo el Perú Profundo organizando los SUTE bases, Los Maestros desfilan en apretadas filas, luchando por sus justas reivindicaciones, por un futuro porvenir.

### Reclusión y enfrentamiento con la dictadura
Como consecuencia del Paro Nacional del 24 de octubre de 1973, Horacio junto a 96 maestros fueron recluidos en la Colonia Penal del Sepa, donde permanecieron presos cerca de 8 meses como si fueran delincuentes comunes, fueron trasladados del Potao a la Cárcel del Callao, siendo sometidos a un juicio “Político Militar” siendo arrancados de las mazmorras el 13 de junio de 1974 debido a la fuerte presión nacional e internacional que se ejerció para obtener su libertad. 
En 1973 ingresa al Partido Comunista del Perú “Patria Roja” bajo una firme convicción de que la mera lucha sindical no podría conducir a la Liberación Nacional y el Socialismo y que los trabajadores debían contar con una vanguardia política que los presente y dirija. En Patria Roja militó hasta su muerte bajo el seudónimo de Amaru.[cita requerida]
Horacio encabezó los diálogos mensuales que a partir del 8 de julio de 1974 se dieron entre el SUTEP y la dictadura de Velasco. De esa forma se combinaba el Trato Directo con la lucha en las calles.
En 1975, en el Primer congreso Nacional de Trujillo es designado como Secretario de Asuntos Pedagógicos del CEN del SUTEP, cargo desde el cual funda la primera Universidad Popular “José Carlos Mariátegui”.
El 5 de agosto de 1975 la dictadura militar publica una relación de luchadores sociales, sindicales y políticos, que serían deportados del país por su firme posición antidictatorial, entre los que figuraba Horacio Zeballos, pero no lo hallaron. Horacio ingresó a la clandestinidad y desde allí siguió combatiendo. 
Para cuando se lleva a cabo el III Congreso Nacional del SUTEP en Puno es Horacio elegido Secretario General, es aquí donde le toca dirigir con mayor firmeza y capacidad de lucha la más significativa huelga del magisterio peruano 1978 – 1979. No sólo son los maestros del SUTEP sino todo el pueblo respaldan sus actos de justicia, entendiendo que “no se mendiga sino se conquista”.
El 8 de mayo de 1978 encabeza la Huelga General Indefinida que dura 81 días, la cual concluye con la firma de un acta entre el gobierno de Morales Bermúdez y el SUTEP, por la cual la dictadura se comprometía, entre otras cosas, a reconocer al gremio, levantar el receso de La Cantuta, nombrar a los profesores contratados e interinos y la creación de un Fondo Especial para aumentar el sueldo de los profesores.
El 4 de junio de 1979 se reinicia la huelga suspendida el año anterior ante la negativa de la dictadura de dar cumplimiento al acta. Desde antes incluso de la medida de lucha se intentó descabezar el movimiento magisterial tomando presos a sus dirigentes, entre ellos a Horacio, quien por su delicado estado de salud tuvo que ser conducido a la prisión del Hospital de Policía. La huelga duró 120 días, al cabo de los cuales fue suspendida ante la debilidad del movimiento, la falta de disposición del gobierno para solucionarla y la gran cantidad de maestros subrogados a nivel nacional.
En plena huelga del 79 en el mes de junio, cuando se encontraba dirigiendo una asamblea de delegados en la canchita de San Fernando, Horacio es capturado y recluido en el Hospital de Policía ya que se encontraba delicado de Salud.
El 30 de noviembre de 1979 muere su padre Don Cerelino en un accidente automovilístico, cuando regresaba de Lima después de visitar a su hijo prisionero en el Hospital de Policía. El cardenal Landázuri intermedió para que el Ministerio del Interior le conceda permiso al prisionero a fin de que pueda asistir al sepelio. 
Su madre, la siempre combatiente Sabina, fallece en Moquegua de un infarto cardiaco el 28 de diciembre de ese mismo año, días después de que Horacio recobrase su libertad; sin embargo, ya no pudo verla con vida.
En 1980 fue candidato a la Presidencia de la República por el UNIR (Unión Nacional de Izquierda Revolucionaria), ocupando el quinto lugar en la votación. En la misma contienda electoral resultó elegido como Diputado por Arequipa.
El 31 de mayo de 1980 viaja a Alemania invitado por el Comité de Essen para ser tratado de sus problemas de salud, estadía que también aprovechó para dar una serie de conferencias sobre la situación del país y del magisterio. En 1982 funda el quincenario “Masa”, el mismo que dejó de tener continuidad por su desmejorada salud.
Su poemario “Alegrías de la Prisión”, publicado y presentado en la Casona de San Marcos en 1980, es un conjunto de 30 poemas que los dedica a su partido y, como su título lo indica, fueron escritos en la prisión expresando en ellos su compromiso con el pueblo y los maestros. En ellos, en gran medida, exterioriza también su vocación amorosa, amical y el cariño filial.

## Deceso
Muere en Lima el 7 de marzo de 1984, a las 11.30 a.m., a consecuencia de un paro cardiaco por “coma hiperglucémico”, siendo enterrado en Arequipa en el Cementerio General de la Apacheta quedando depositado su ataúd en el nicho 455 del Pabellón Santo Olivia. Tiempo después sus restos fueron trasladados a un Mausoleo ubicado en la parte izquierda del acceso principal de ingreso al campo santo, a donde todos los años se realizan romerías en homenaje a su vida dedicada al magisterio nacional, los trabajadores y el pueblo.[cita requerida]

## Poemarios
- "El Eco de mi Voz" (1962) "Madre mía" - "Las alas" - "La tristeza del poeta" - "Falsedad" - "El Ticsani" - "El eco de mi voz" - "Cuando vuelvan" - "Afloración" - "Los Centauros" - "Carestia" - "La Pleba rimada" - "Primavera" - "Flor del Misti" - "Moquegua" -"Al Maestro" - "La legión de Arica" - "Afloración" - "Indiano" - "Tintinear".

- "Cisne Amante o Luna del Cisne" (1963) Capítulo I: El Recuerdo - Capítulo II: La promesa y mi decisión - Capítulo III: Mi madre y la partida - Capítulo IV: El Camino y la llegada - Capítulo V: Mi ciudad y el lago - Capítulo VI: El Cisne - Capítulo VII: La luna - Capítulo VIII: La luna y el Cisne.

- "Pluma esclava" (1963) "Los Felinos ciegos bailan" - "La partida" - "Boca sin lengua" - "Poema del pan" - "Espiga" - "Los buitres negros son esclavos" - "Linterna de luz negra" - Pluma esclava" - "El recuerdo es un ave" - "La Partida".

- "Los Esclavos de Corbata" (1970) (Realidad, Protesta y Pedido del Magisterio Peruano) La División Nacional y sus Actuales Consecuencias, Las Corrientes Sindicales y el Panorama Mundial, La influencia Histórica del Sindicalismo Internacional, Caracterización Social del Profesor y sus Contradicciones de Clase con la Burguesía, El Magisterio Organizado: Peligro para las Clases Dominantes, El Paralelismo Magisterial y el Estado Peruano, Perspectivas para la Superación Teórica y Practica del Profesor, Columnas Vertebrales de Unidad e Integración.
- "Alegrías de la prisión" (1979) "De los presos soy" - "Hagamos con mi valor un puño" - "Uva vieja dulce" - "Tus pasos de guerrilla" - "Se desnuda el cielo" - "En el mar" - "Soy un corderito Para Yrma y Olinda" - "Maestro en tu libro de lucha"
- "Alegrías del prisionero" (2000) "tu talle" - "Te extraño" - "Quiero continuar tu camino" - "Pueblo combatiente" - "Patria" - "Oda a Túpac Amaru verdadero" - "No me quites mis ideas" - "Niños de Perú" - "Mírame" - "Entre más espinas" - "El viaje" - "Canto a Arequipa" - "Bajo el alba" - A la madre triunfal y eterna"